# Longèves, Charente-Maritime
Longèves är en kommun i departementet Charente-Maritime i regionen Nouvelle-Aquitaine i västra Frankrike. Kommunen ligger  i kantonen Marans som ligger i arrondissementet La Rochelle. År 2022 hade Longèves 1 061 invånare.

## Befolkningsutveckling
Antalet invånare i kommunen Longèves
Referens:INSEE